# Can de palleiro
Le can de palleiro (« chien de meule de foin ») est une race de chien de berger originaire de Galice (Espagne),,.

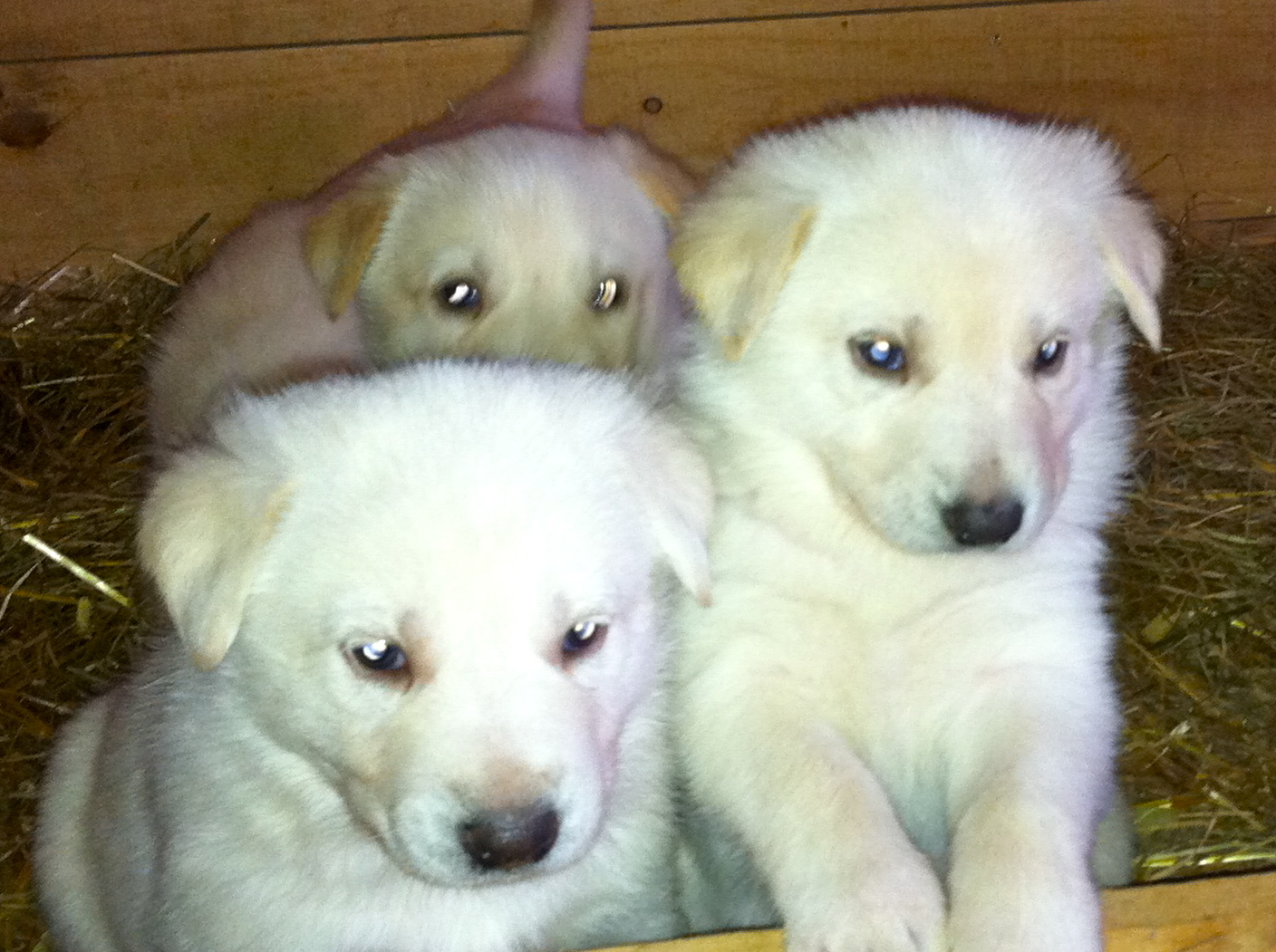
Chiots de can de palleiro.

## Caractéristiques
C'est un chien de berger et de garde fidèle et multifonctionnel, qui accompagne les vaches en les gardant et qui s'occupe de la maison également. Gardien d'une intelligence proverbiale, il a un caractère fort et réservé avec les inconnus, étant également courageux et mordant (entendu comme la façon dont il encourage le bétail pendant la garde en donnant des "pincements" avec sa bouche dans l'arrière-train des animaux), caractéristiques qui en font un grand collaborateur dans la conduite et la garde du bétail. Il a une grande fidélité à son maître et il devient doux et calme avec les gens de la maison.
Il est nécessaire de souligner la stabilité psychique et équilibrée de cet animal, typique d'un chien de berger. Cette caractéristique doit donc être prise en charge de manière rigoureuse, en encourageant la sélection de spécimens équilibrés et suffisamment socialisés.
Il mesure environ 60 cm de long et pèse environ 40 kg. Sa tête est de forme pyramidale, avec des oreilles pointues sur les côtés. Ses jambes sont fortes, ce qui en fait un chien athlétique.
Ses cheveux peuvent être de couleurs claires, comme le sable ou la cannelle ou des couleurs plus foncées comme le noir et le marron, ainsi qu'un pelage "globulaire".

## Tempérament
Chien possessif, attentif à lui-même et à ceux qui vivent avec lui, il aboie aux étrangers et défend son territoire comme un bon chien lupoïde. Il est idéal pour vivre avec des familles nombreuses et des enfants, car il ne leur permet pas de courir le moindre risque. Idéale pour la campagne; s'il habite en ville, il faut tenir compte du fait que c'est une race qui a beaucoup d'énergie et qu'il aura besoin d'exercice.

## Ancêtres
Les ancêtres du can de palleiro sont les chiens originaires de Galice depuis le paléolithique. Il partage une origine commune avec le berger belge, le berger allemand et le berger hollandais.
Ce chien de ferme existe depuis lors dans toute la Galice. Même s'il y a de nombreuses références à son sujet, tant orales que littéraires, il est resté dans l'anonymat presque jusqu'à aujourd'hui.
Elle doit son nom à la grange à foin, où ce berger et gardien avait l'habitude de dormir.

## Reconnaissance de race
La race est reconnue par le gouvernement autonome de Galice, la Junte de Galice, par l'intermédiaire du ministère de l'environnement rural et de la mer, au moyen de la publication au Journal Officiel de Galice 91 (11 mai 2001) de l'arrêté du 26 avril 2001, où est publié le standard de la race autochtone galicienne "Can de Palleiro" et où est créé le livre généalogique correspondant. 
Au niveau espagnol, la race prototype et donc la reconnaissance de la race est  reconnue  par le ministère de l'environnement espagnol et incluse dans le BOE 193 (13 août 2001) où elle figure dans l'annexe du décret royal 558/2001 du 25 mai,,.